# Bibi Wantan
Miguel Ángel Campos Aliaga (Lima, 4 de octubre de 1971-Lima, 31 de octubre de 2020), conocido por su nombre artístico Bibi Wantan o también como la Bibi, fue un comediante peruano. Alcanzó a la popularidad por su faceta de cómico ambulante y por haber conformado el dúo cómico  «La Bibi y el Jhonny» junto a su hermano Luis Campos, en el cual logró participar en los programas de la televisión peruana.

## Biografía

### Primeros años y trayectoria
Proveniente de una familia de clase baja, comenzó su carrera artística desde temprana edad como artista independiente, allá por los años 1980. A lo paralelo, realizó el oficio de vendedor de golosinas y payaso, para colaborar con la economía familiar.
Pero fue hasta los 1990, cuando se unió junto a su hermano menor Luis Campos (también comediante), para más tarde, formar el dúo cómico «La Bibi y el Jhonny». Ambos se presentaron en calles y plazas de la capital Lima, en el cual Miguel Ángel interpretaba al personaje Bibi Wantan, inspirado en la actriz mexicana Biby Gaytán, que posteriormente se convertiría en su nombre artístico. Mientras que su hermano Luis caracterizaba a Jhonny Carpincho, basado en el protagonista Juan «Johnny» Villegas de la telenovela Dos mujeres, un camino.
Gracias a su talento en la comedia, le ha permitido iniciar su etapa en la televisión peruana a mediados de los años 1990, inicialmente como invitado del programas talk show Hablemos claro y Maritere, acompañado de su hermano Luis.[cita requerida] En el año 1998, participó en el elenco principal del programa cómico El show de los cómicos ambulantes de Frecuencia Latina, donde se ha destacado por la secuencia Cerro Amor, manteniéndose en el papel de Bibi Wantan, logrando así alcanzar al estrellato.
Tras la cancelación del espacio en el año 2000, continuó con su carrera artística en las décadas siguientes al lado de su hermano Luis, participando ocasionalmente en los otros espacios televisivos locales, siendo de ellos en las comedias Risas de América en 2012[cita requerida] y El cártel del humor en 2014. Además, volvió a trabajar con él como colaborador de los reportajes del late show peruano Al sexto día durante mediados y finales de los años 2010.
En el año 2016, participó en el programa televisivo Los reyes del playback al lado de Jhonny Carpincho, donde ambos se consagraron finalmente como ganadores de la temporada. Regresaron al espacio en 2020, donde también ganaron. Durante esa etapa, compitieron contra otras celebridades como el actor Germán Loero.

### Fallecimiento
En septiembre de 2020, Campos dio positivo al COVID-19, mientras estaba trabajando en uno de sus proyectos artísticos. Fue trasladado al Hospital Sergio Bernales del distrito de Ate, donde permaneció durante más de 70 días en unidad de cuidados intensivos. Campos pidió ayuda a los medios de comunicación de su país, debido al avance de su enfermedad.
Campos murió el 31 de octubre de ese año a la edad de los 49 años, víctima de un cuadro de fibrosis pulmonar, dejando en la orfandad a sus 4 hijos. Algunos artistas de la farándula peruana como Armando Machuca, Fernando Armas, Ernesto Pimentel y José Luis Cachay mostraron las condolencias por la noticia de su deceso.Sus restos fueron enterrados en el Cementerio Parque del Paraíso de Lurín.

## Legado
A meses después de su fallecimiento, Bibi Wantan fue homenajeado en el programa televisivo El reventonazo de la chola de América Televisión, contando con la presencia de su hermano Luis. Por otro lado, su hijo Miguel Ángel Campos Jr. «Bibi Wantan Jr.» comenzó su carrera como comediante en la televisión peruana, para continuar con su legado.
En el año 2023, el también cómico Chino Risas utilizó su personaje para la secuencia La tóxica de su espacio Jirón del humor, además de Jhonny Carpincho manteniéndose en su personaje.

## Televisión
- Hablemos claro (1998), comediante invitado.
- Maritere (1998), comediante invitado.
- El show de los cómicos ambulantes (1999-2000), comediante y parte del elenco.
- Risas de América (2012), parte del elenco.
- El cártel del humor (2014), comediante invitado.
- Al sexto día (2015-2016), colaborador.
- Los reyes del playback (2016; 2020), participante.
- Fábrica de sueños (2017), comediante invitado.